# Gmina Koszęcin
Die Gmina Koszęcin ist eine Landgemeinde im Powiat Lubliniecki der Woiwodschaft Schlesien in Polen. Ihr Sitz ist das gleichnamige Dorf (deutsch Koschentin) mit etwa 4500 Einwohnern.

## Geographie
Die Gemeinde liegt im Nordwesten der Woiwodschaft, im Osten des historischen Oberschlesien. Częstochowa (Tschenstochau) liegt 25 Kilometer nordöstlich. Nachbargemeinden sind die Kreisstadt Lubliniec (Lublinitz) im Westen sowie Boronów, Herby, Kalety, Kochanowice, Tworóg und Woźniki.

## Geschichte
Die Landgemeinde wurde 1973 aus Gromadas wieder gebildet. Sie kam 1975 von der Woiwodschaft Katowice zur Woiwodschaft Częstochowa, der Powiat wurde aufgelöst. Zum 1. Januar 1999 kam die Landgemeinde zur Woiwodschaft Schlesien und wieder zum Powiat Lubliniecki.
Sie hat eine Fläche von 129 km², von denen 41 Prozent land- und 52 Prozent forstwirtschaftlich genutzt werden.

## Politik

### Gemeindevorsteher
An der Spitze der Verwaltung steht der Gemeindevorsteher. Seit 2014 war dies Zbigniew Seniów. Bei der turnusmäßigen Wahl im April 2024 gab es folgendes Resultat:
- Anna Korzekwa-Wojtal (Wahlkomitee „Investitionen und Entwcklung“) 67,2 % der Stimmen
- Zbigniew Seniów (Wahlkomitee „Gemeindevorsteher Zbigniew Seniów“) 20,7 % der Stimmen
- Marlena Szulc (Wahlkomitee Marlena Szulc) 12,1 % der Stimmen

Damit wurde Anna Korzekwa-Wojtal bereits im ersten Wahlgang zur neuen Gemeindevorsteherrin gewählt.
Bei der turnusmäßigen Wahl im Oktober 2018 war Seniów ohne Gegenkandidaten mit 86,5 % der Stimmen wiedergewählt worden.

### Gemeinderat
Der Gemeinderat von Koszęcin besteht aus 15 Mitgliedern, die in Einzelwahlkreisen gewählt werden. Bei der Wahl 2024 wurde folgendes Ergebnis ermittelt:
- Wahlkomitee „Investitionen und Entwcklung“ 56,6 % der Stimmen, 12 Sitze
- Wahlkomitee „Gemeindevorsteher Zbigniew Seniów“ 25,7 % der Stimmen, 1 Sitz
- Wahlkomitee Marlena Szulc 12,0 % der Stimmen, kein Sitz
- Wahlkomitee Adam Berych 2,5 % der Stimmen, 1 Sitz
- Prawo i Sprawiedliwość (PiS) 2,0 % der Stimmen, 1 Sitz
- Übrige 1,2 % der Stimmen, kein Sitz

Die Wahl 2018 führte zu folgendem Ergebnis:
- Wahlkomitee „Gemeindevorsteher Zbigniew Seniów“ 63,5 % der Stimmen, 14 Sitze
- Wahlkomitee „Effiziente Lokalverwaltung“ 44,5 % der Stimmen, 5 Sitze
- Prawo i Sprawiedliwość (PiS) 11,5 % der Stimmen, kein Sitz
- Übrige 1,1 % der Stimmen, kein Sitz

### Partnerschaften
Gemeindepartnerschaften bestehen mit Gura Humorului in Rumänien und Kraubath an der Mur in Österreich.

## Gliederung
Die Landgemeinde (gmina wiejska) Koszęcin besteht aus acht Dörfern mit einem Schulzenamt (sołectwo):
- Brusiek (Bruschiek), 16 km²
- Cieszowa (Czieschowa), 11 km²
- Koszęcin (Koschentin), 41 km²
- Piłka (Pielkau), 2 km²
- Rusinowice (Ruschinowitz), 6 km²
- Sadów (Sodow), 11 km²
- Strzebiń (Strzebien), 33 km²
- Wierzbie (Wiersbie), 8 km²

Ein weiterer kleinerer Ort ist Rzyce (Rzytze) mit weniger als 30 Einwohnern.

## Sehenswürdigkeiten
- Schloss in Koszęcin (1829/30) und Schlosspark
- Schrotholzkirchen in Koszęcin (1724), Brusiek (2. Hälfte des 17. Jahrhunderts) und Cieszowa (1751)

## Verkehr
Bahnstationen auf Gemeindegebiet sind Koszęcin und Rusinowice an der Bahnstrecke Kalety–Wrocław und Strzebiń an der Bahnstrecke Chorzów–Tczew.